# Ginclar
Ginclar (en francès Gincla) és un municipi llenguadocià, en el departament de l'Aude i a la regió d'Occitània. Situat a la vall de Santa Creu, a banda i banda del riu Bolzana, forma part de la Fenolleda històrica, però en va quedar separat amb la constitució dels departaments. A l'edat mitjana el seu nom fou Ginela.